# Ивет Горанова
 Тази статия е за каратистката.  За художничката вижте Ивет Горанова (художник).  
Ивет Горанова е българска състезателка по карате, спечелила златен медал в категория 55 kg на Летните олимпийски игри 2020 в Токио.
Родена е в Долна Митрополия. Състезава се за клуб „Петромакс“.
Завоюва златен медал на Летните олимпийски игри в Токио проведени през 2021 година в дисциплината кумите при жените в категория до 55 килограма. Така се нарежда сред първите олимпийски шампионки по карате и е първата в своята категория.
Личен треньор ѝ е Ангел Ленков. Първата ѝ треньорка е била Деница Пантелеева.
Обявена за спортист на годината за 2021 година.

## Успехи
| Година | Състезание            | Място                        | Класиране | Категория    |
| ------ | --------------------- | ---------------------------- | --------- | ------------ |
| 2018   | Световно първенство   | Мадрид, Испания              |           | Кумите 55 кг |
| 2019   | Европейско първенство | Гуадалахара, Испания         |           | Кумите 55 кг |
| 2019   | Европейски игри       | Минс, Беларус                |           | Кумите 55 кг |
| 2021   | Лятна олимпиада       | Токио, Япония                |           | Кумите 55 кг |
| 2021   | Световен шампионат    | Дубай, ОАЕ                   |           | Кумите 55 кг |
| 2022   | Европейско първенство | Gaziantep, Турция            |           | Кумите 55 кг |
| 2023   | Европейски игри       | Kraków and Małopolska, Полша |           | Кумите 55 кг |

## Телевизионни изяви
- През пролетта на 2024 г. участва в 5-и сезон на „Dancing Stars“ излъчен по bTV.
- От 20 септември 2024 г. заедно с Краси Радков и Станислава Ганчева водят състезателното риалити „Бягство към победата 2: Съкровището“ по bTV.[4]